# Biblický pás

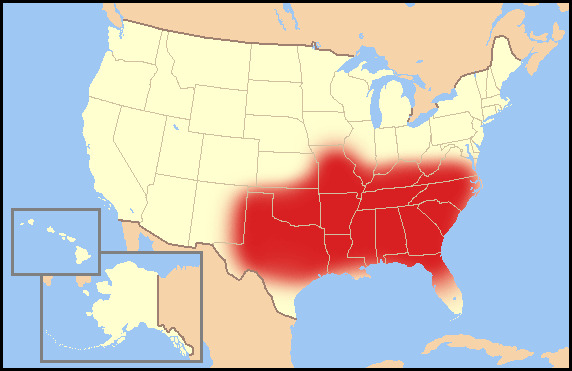
Mapa zobrazující počáteční rozsah Biblického pásu

Náboženská příslušnost v USA.

Biblický pás (anglicky Bible Belt) je neformální termín pro oblast Spojených států, v nichž sociálně konzervativní evangelikální protestantismus je významnou součástí kultury.
Termín vytvořil kolem roku 1925 americký novinář Henry Louis Mencken.

## Geografie v USA
„Biblický pás“ se nachází na jihu USA a východní proud se táhne od Floridy přes státy Alabama, Tennessee, Kentucky, Georgie, Severní Karolína, Jižní Karolína až do Virginie.
Zatímco západní je soustředěný v Texasu, Arkansasu, Louisianě, Oklahomě, Missouri, Kansasu a Mississippi.
Součástí pásu nejsou tyto oblasti:
- St. Louis (většinou římští katolíci a početná židovská populace)
- Jižní Florida (římští katolíci a židovská populace)
- Austin, Texas (většinou sekulární město, má nejnižší návštěvnost kostelů za celý jih USA)
- New Orleans, Louisiana (většinou římští katolíci)

## Politický a kulturní kontext
Termín „Biblický pás“ je používán neformálně novináři a jeho odpůrci, kteří naznačují, že náboženští lidé mohou ovlivnit politiky, vědu a vzdělání.

## Mimo území Spojených států
- v Kanadě – v oblastech na jihu provincie Alberta a Saskatchewan, Fraser Valley v Britské Kolumbii, Annapolis Valley v Novém Skotsku a údolí řeky sv. John v Novém Brunšviku
- biblický pás v Nizozemsku – v oblastech Zeeland a Overijssel dominuje kalvinismus
- v Německu – jižní Bavorsko, zejména Švábsko
- ve Švédsku – v okolí města Jönköping